# 8號公園
《8號公園》，2018年台灣生活劇，探討50+人生新方向，由葉鴻偉導演執導，陳慧瑛擔任製作人，王琄、林秀君、江映瑤、赫容、尹昭德領銜主演，述說5個不同的「50之後」生命故事。公視+於2018年9月12日起，每週三中午12點固定上架10集，共分6週上架。

## 播出時間
| 頻道     | 所在地 | 播映日期      | 播出時間                 |
| -------- | ------ | ------------- | ------------------------ |
| 公視+    | 臺灣   | 2018年9月12日 | 每周三 中午12:00更新10集 |
| 公視主頻 | 臺灣   | 2018年9月17日 | 週一至週五早上10:30      |

## 劇情大綱
在8號公園附近住着一羣人，每個人都有自己的故事。
這羣人圍繞着公園生活，每天錯身而過，有些人彼此認識，有些人從不相識，然而他們的故事不停上演着，在初升晨光中轉圈拍手的早操，在透過交錯葉片灑落的陽光下下棋，沿着公園慢跑，在公園的紅磚道上叫賣，每張臉龐的背後，他們都有自己的故事，錯過了誰？遇見了誰？想的是什麼愛的是什麼？
熟齡的他們經歷了多少風雨才終於明白，與某些人的相遇，會讓自己成長，某些人能一起愉快生活，而某些遺憾，值得他們終生懷念……

## 演員列表

### 主要演員
| 演員   | 角色   | 介紹 |
| 王琄   | 游笑眉 | 63歲。樂天開朗的童養媳，丈夫拋家棄子，獨力照顧中風婆婆，太過努力工作賺錢養家，被兒子陳俊佑誤解只在意錢，因而關係疏離，常被兒子臭臉相對。 笑眉是努力生活、務實的傳統台灣女性，樂天開朗，多做事、少說話，儘管不被理解，也像牛一樣埋頭苦做，太過努力而變得強勢，是男人跟丈夫不會喜歡的女性類型，太少解釋自己，是兒子女兒無法理解的母親類型。 隨著離家出走的丈夫意外重新出現，她的生活開始被重新攤開來，她所掩飾的一切漸漸被展開…… |
| 林秀君 | 劉秀女 | 57歲。前國道收費員，現為家庭主婦，丈夫吳炎國從電廠廠長退休之後，賦閒在家管東管西，造成家庭關係緊張。常找好友游笑眉幫忙。 秀女年紀輕輕就嫁人，過著平淡的生活，兒子女兒都已嫁娶離家，退休之後日子還算輕鬆寫意，直到某一天，她老公吳炎國也退休了。 老公是個大男人，每天的例行工作就是糾正她的行為，檢查她的生活，某天，她在公園看到有人演奏長笛，她忽然想起自己年輕時的夢想……                                                     |
| 江映瑤 | 戈悌涵 | 52歲。有錢有閒的貴婦，原以為自己很幸福，發現丈夫曹守志外遇後開始了新的生活。 家世優良、乖巧又迷糊，不管到了幾歲都是永遠的女孩，丈夫對她包容又溫暖，彷彿擁有世界上的一切。 直到有一天，電視新聞報導著，一台賓士車酒駕後撞上分隔島，駕駛為了逃避責任，和副駕的女性友人交換了座位，那個駕駛，長得跟她丈夫好像啊…… |
| 尹昭德 | 談風生 | 59歲。大學副教授，習慣事事隱忍，然而得知自己罹患胃癌之後，決定要順著自己的心意過日子，對魏中賢展開反擊。 風生是個一板一眼人，順著時代的潮流走卻一成不變，過著有禮貌的生活，一生從未娶過老婆。 原本以為一生就這樣，沒想到心裡其實一直有著小小的傷口，一天，醫生突然告訴他他得了胃癌，危險邊緣的三期，他突然覺得他需要改變自己的生活態度，也許，一點點的反擊……                                                                   |
| 赫容   | 倪淑芬 | 49歲。大學行政職員，身為警察的丈夫突然過世之後，沉迷於網路交友差點被詐騙，讓女兒周亦可非常擔心。 工作俐落，生活俐落，不管別人閒事，也不麻煩別人，本來順順當當的生活，在警察老公死了之後全變了。 從前強悍的女人突然間開始網路戀愛，相信澳洲有FBI分部，拼死命要把積蓄匯給對方，女兒罵她也罵不醒，誰也不知道她究竟怎麼突然變成這樣了……                                                                                            |

### 其他演員
| 演員   | 角色     | 介紹 |
| 孫可芳 | 周亦可   | 24歲。倪淑芬之女，總是擔心媽媽被詐騙，因為心理問題無法出門工作而成為宅女。張力凱的前女友。 很不愛出門的宅女，跟家裡人也很少溝通，一直以為世界不會改變，然而爸爸沒有按時退休令家裡氣氛緊張，以及突然的過世，讓她心裡出了問題。 沒有解決問題的方法，也不想跟任何人說明，一天比一天封閉……                                         |
| 楊孟霖 | 陳俊佑   | 26歲。游笑眉之子，不喜歡母親只在意工作賺錢，常常臭臉以對，其實很關心母親，有情緒調節障礙。 跟奶奶一樣嘴巴壞，卻跟媽媽一樣心軟，從小到大看著媽媽一路忍耐，心疼媽媽又對媽媽嘴巴壞，老是叫媽媽趕快離婚，完全不能理解媽媽說的什麼欠了爸爸一家，放不下小孩之類的心情。 有情緒調節障礙，起因於他對爸爸自己的爸爸做了一件不能說的事…… |
| 侯彥西 | 張力凱   | 28歲。派出所警察，周亦可的前男友，非常喜歡周亦可。 8號公園派出所的警察，淑芬老公的後輩，性格有趣內在溫暖，在陪伴亦可走出傷痛後被分手，知道亦可心裡有道過不去的崁，所以只是默默的陪伴，連自己都不知道的，意外的掌握了淑芬母女和好的關鍵。                                                                                       |
| 方宥心 | 林雅文   | 前研究生，大學前就未婚生子，某天同居人因為不耐煩殺了她的小孩，她成為媒體報導中兇惡的共犯。出獄後，談風生決定幫助她回到學校，作為對魏中賢的反擊...... |
| 林健寰 | 曹守志   | 戈悌涵的丈夫，事業成功的商人，寵愛妻子，事實上卻有外遇。 |
| 黃婕菲 | 李玫瑰   | 戈悌涵的閨密好友，曹守志的外遇對象。 |
| 李得全 | 吳炎國   | 劉秀女的丈夫，電廠廠長退休之後，賦閒在家管東管西，造成家庭關係緊張。 |
| 王道南 | 魏中賢   | 在大學擔任文學院院長，與談風生一起長大，娶了談風生喜歡的女孩小敏為妻，處處針對談風生。 |
| 陳竹昇 | 陳正旭   | 游笑眉的丈夫，陳俊佑之父，應母親要求娶了游笑眉，但是結婚之後不斷外遇，母親中風後拋家棄子，多年後為了爭產(都更)才返家，引起更大的風波。 |
| 王滿嬌 | 陳黃秀音 | 游笑眉的婆婆，陳正旭之母，中風之後還罹患失智症，幸虧媳婦笑眉細心照顧，不離不棄，過世後送給笑眉一份禮物。 |
| 潘慧如 | 小敏     | 魏中賢的妻子，與談風生是青梅竹馬。 |
| 歐陽倫 | 歐明倫   | 李玫瑰在旅行時遇見的年輕男子。 |

## 外部連結
- 官方网站－公視
- 8號公園的Facebook專頁

## 電視節目的變遷
| 臺灣 公視主頻 每週一至五 10:30 - 11:00 | 臺灣 公視主頻 每週一至五 10:30 - 11:00    | 臺灣 公視主頻 每週一至五 10:30 - 11:00 |
| -------------------------------------- | ----------------------------------------- | -------------------------------------- |
|                                        | 8號公園 （2018年9月17日－2018年10月29日） |                                        |
| —                                      | 一把青（重播） （09:00 - 11:00）          |                                        |